# Wilhelm von Landstein

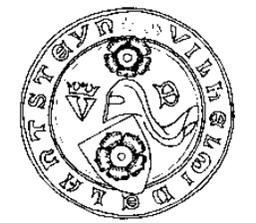
Münze aus dem 14. Jh. mit seiner Prägung

Wilhelm von Landstein (tschechisch Vilém z Landštejna; † 1356 auf der Burg Landštejn) war 1345–1351 Landeshauptmann von Mähren und 1351–1356 Prager Burggraf der Prager Burg. Er entstammte dem witigonischen Familienzweig der Herren von Landstein und stand in Diensten der böhmischen Könige Johann von Luxemburg und Karl IV.

## Leben
Nach dem Tod des Vaters Witiko von Landstein (Vítek z Landštejna) um 1312 erbte der älteste Sohn Smil von Ledenitz (Smil z Ledenic) Ledenice und der zweitgeborene Wilhelm die Herrschaft Landstein.
Wilhelm gehörte zunächst dem oppositionellen böhmischen Landadel an, der mit der Herrschaft des Königs Johann von Luxemburg unzufrieden war. Nachdem der König 1317 Wilhelms Burg Landstein überfiel, diese jedoch nicht einnehmen konnte, begann er mit der Plünderung der umliegenden Dörfer. Da es dabei auch zu Schäden in den zur Herrschaft des Peter I. von Rosenberg gehörenden Dörfern kam, unterstützte dieser Wilhelm. Dadurch gelang es, die königlichen Truppen zum Abzug zu zwingen. Im darauffolgenden Jahr unterwarf sich Wilhelm dem König und nahm seine Gebiete als königliches Lehen an.
Nachfolgend unterstützte Wilhelm den König auch militärisch, u. a. bei der Eroberung von Schlesien und der Niederlausitz 1319, beim Kampf gegen die Preußen 1329 und dem Feldzug nach Litauen. Als Vertrauter und Rat des Königs beteiligte er sich an den diplomatischen Verhandlungen mit den Habsburgern 1323 in Hodonín, 1327 mit Heinrich von Kärnten und 1339 an den Friedensverhandlungen mit Ludwig von Bayern.
Unter König Johanns Sohn, dem späteren König Karl IV., mit dem er 1333 an den Verhandlungen mit Heinrich von Kärnten in Meran teilnahm, konnte Wilhelm seinen politischen Einfluss steigern. 1342 wurde er zum Landeshauptmann von Mähren ernannt, und 1348 bestätigte König Karl den Herren von Landstein sämtliche Freiheiten und Privilegien. 1350 gehörte Wilhelm einer Delegation an, die beauftragt war, in Bayern die Reichskleinodien des verstorbenen Kaisers Ludwigs des Bayern abzuholen. 1351 wurde Wilhelm zum Prager Burggrafen ernannt.
Nachdem Heinrich II. von Neuhaus den alten Handelsweg, der seit ältesten Zeiten durch das Tal unterhalb der Burg Landstein führte und Böhmen mit Österreich und Italien verband, so verlegte, dass er durch Bistritz und Neuhaus führte, kam es zu einem offenen Konflikt zwischen den beiden Familienzweigen von Neuhaus und Landstein. Obwohl sich König Karl auf Bitten der Herren von Rosenberg um eine Befriedung zwischen den beteiligten Parteien bemühte, kam es zu weiteren kriegerischen Auseinandersetzungen. In einem Zweikampf mit Heinrich von Neuhaus wurde Wilhelm tödlich verletzt und starb auf seiner Burg Landstein.
Zu Wilhelms Herrschaftsgebiet gehörten neben der Burg Landstein auch Wittingau, Lomnitz, Gratzen, Hluboká, Bistritz, Schweinitz, Lutová und Forbes.

## Familie
Wilhelm von Landstein war mit Elisabeth von Duba (Eliška z Dubé) verheiratet. Der Ehe entstammten die Kinder:
- Tochter N.N., verheiratet mit Alšík von Sternberg (Alšík ze Šternberka)
- Agnes/Anežka († nach 1356), verheiratet mit Hynek/Hajman von Lichtenburg
- Witiko von Landstein (Vítek z Landštejna; † um 1380)
- Peter von Landstein (Petr z Landštejna; † nach 1356), Kleriker
- Wilhelm von Landstein (Vilém z Landštejna; † 1359), Propst von Vyšehrad; 1333–1336 böhmischer Unterkämmerer, 1355–1359 Oberstkanzler[1]
- Johann von Landstein (Jan z Landštejna, auch Johann von Amschelberg/Jan z Kosové Hory; † 1389), Propst von Mělník und Vyšehrad[2]
- Hojer von Morawan (Ojíř z Moravan; † um 1365)
- Lutold von Landstein (Litold z Landštejna; † um 1382)